# Hanhisaari (ö i Birkaland, Tammerfors, lat 61,53, long 24,53)
Hanhisaari är en ö i Finland. Den ligger i sjön Längelmävesi och i kommunen Kangasala i den ekonomiska regionen Tammerfors och landskapet Birkaland, i den södra delen av landet, 150 km norr om huvudstaden Helsingfors. Öns area är 2,4 hektar och dess största längd är 340 meter i sydöst-nordvästlig riktning.